# Hoplocerambyx severus
Hoplocerambyx severus es una especie de escarabajo longicornio del género Hoplocerambyx, tribu Cerambycini, orden Coleoptera. Fue descrita por Pascoe en 1869.

## Descripción
Mide 60 mm de longitud.

## Distribución
Se distribuye por Oceanía: Papúa Nueva Guinea.